# Юрківка (Роздільнянський район)
Юркі́вка (колишня назва Велика Юрківка) — село в Україні, у Великомихайлівській селищній громаді Роздільнянського району Одеської області. Населення становить 77 осіб.
До 17 липня 2020 року було підпорядковане Великомихайлівському району, який був ліквідований.
16 травня 1964 року с-ще Багнет Слов'яносербської сільради перейменоване на с-ще Банет.
12 вересня 1967 року с-ще Банет об'єднане з с. Верхня Юрківка в село Юрківка.

## Населення
Згідно з переписом 1989 року населення села становило 55 осіб, з яких 20 чоловіків та 35 жінок.
За переписом населення 2001 року в селі мешкало 77 осіб.

### Мова
Розподіл населення за рідною мовою за даними перепису 2001 року:
| Мова       | Відсоток |
| ---------- | -------- |
| українська | 77,92 %  |
| російська  | 19,48 %  |
| молдовська | 2,6 %    |